# Pożar Lublina

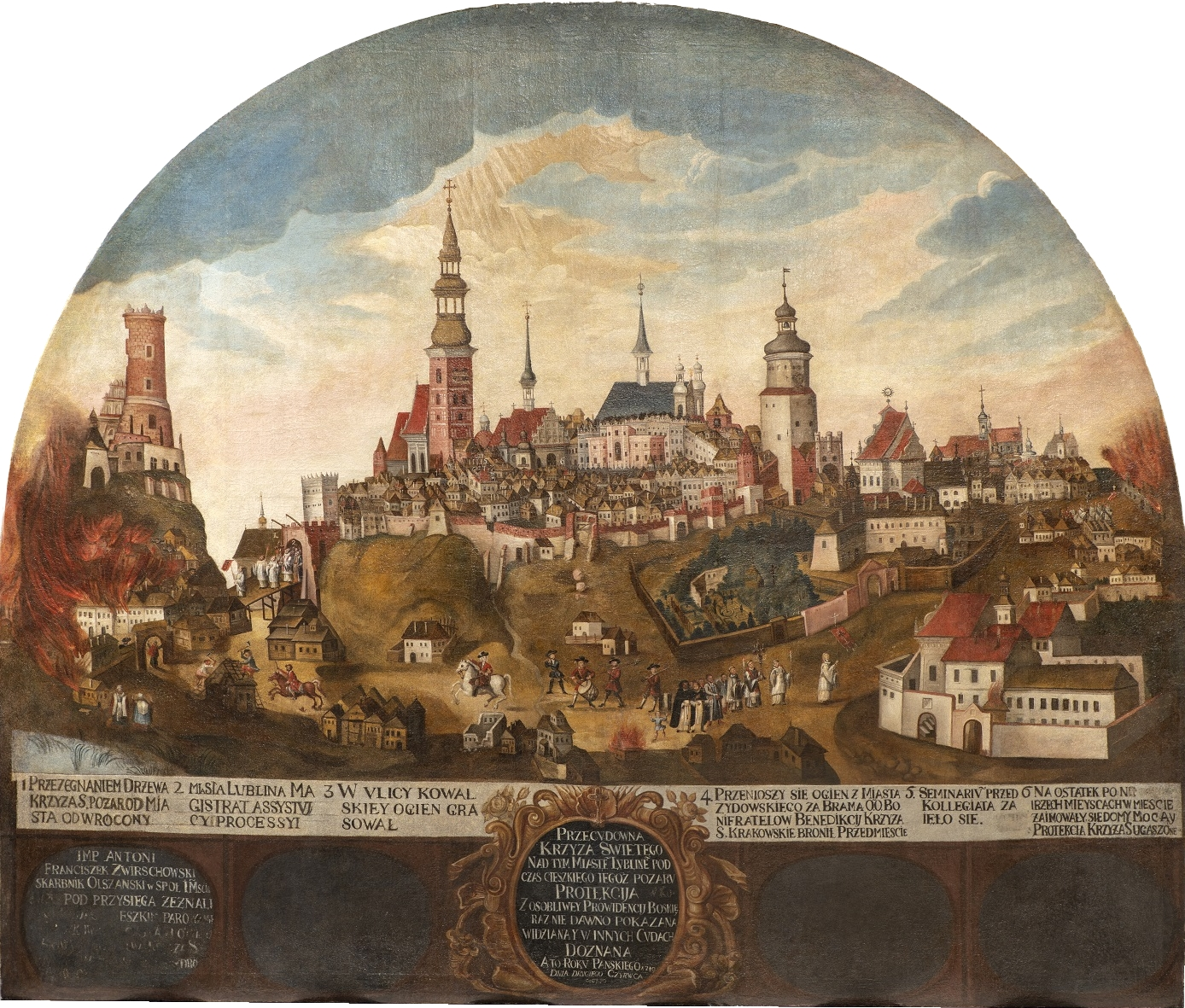
Pożar Lublina w kościele Dominikanów

Pożar Lublina – pożar, który wybuchł 2 czerwca 1719 od uderzenia pioruna w słomiany dach jednego z domów w dzielnicy żydowskiej, pod miejskimi murami. Pożoga ogarnęła większą część Lublina. W najbardziej dramatycznym momencie uliczkami miasta ruszyła procesja dominikanów z relikwią Drzewa Krzyża Świętego. Podobno zdarzył się cud. Pomimo upału nagle zebrały się chmury i spadł wielki deszcz, który pomógł opanować żywioł.

## Obraz
„Pożar Lublina w 1719 roku" to panorama anonimowego malarza cechowego znajdująca się w kościele Dominikanów. Poddana gruntownej konserwacji w roku 1954, dzięki funduszom Ministerstwa Kultury i Sztuki. Przemalowany całkowicie w XIX wieku, mocno zniszczony, obraz oczyszczono i zdublowano na nowe płótno w Państwowej Pracowni Konserwacji Zabytków Malarstwa w Warszawie.
„Pożar" to widok nieustannie reprodukowany, wprowadzony do zbiorowej pamięci jako jedna ze swoistych ikon miasta, chociaż tylko raz został obszerniej i fachowo opisany (po konserwacji) we wspólnym artykule Marii Orthwein i Henryka Gawareckiego z roku 1954.
Obraz jest nietypowy i wielki również pod względem fizycznym: szerokość jego podstawy sięga 385 cm, wysokość w miejscu najwyższym — 325 cm, przy czym prostokąt części dolnej przechodzi górą w półkole. Malowidło wykonano zapewne w II ćwierci XVIII wieku. W 2018 r. został opublikowany w "Roczniku Lubelskim" artykuł autorstwa Michała Tomasza Wójciuka konfrontujący wizję malarską ze źródłami pisanymi oraz przytaczający inne przedstawienia malarskie pożarów wykonane w epoce, w której namalowano obraz lubelski.